# Agrostis peckii
Agrostis peckii é uma espécie de gramínea do gênero Agrostis, pertencente à família Poaceae.